# Zhu Ziqing

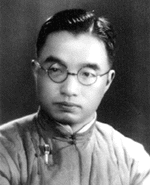
Zhu Ziqing.

Zhu Ziqing (en chino, 朱自清; pinyin, Zhū Zìqīng; (1898 - 1948) (nombre real: Zhu Zhihua，朱自华) escritor chino del período moderno. Fue poeta y autor de relatos como La silueta vista por detrás(Bèiyǐng) (背影) o Tú, yo (Nǐ wǒ) (你 我) , Luz de luna sobre el estanque de lotos (hé táng yuè sè)(荷塘月色)，Primavera (chūn)(春), Salpicaduras de remos y luz de linternas en el río Qinhuai (Jiǎng shēng dēng yǐng lǐng de qín huái hé) (桨声灯影里的秦淮河), además fue un importante filólogo chino. Su poema más importante es: Huǐmiè (毁灭)(Destrucción), Xuě zhāo (雪朝) (Una mañana nevada).
Estudió en la Universidad de Pekín y fue profesor de literatura china en la Universidad de Qinghua en 1925. De 1931 a 1932 estudió lingüística y literatura inglesas en Londres.